# Трес-Сапотес

Центр ольмекской цивилизации.

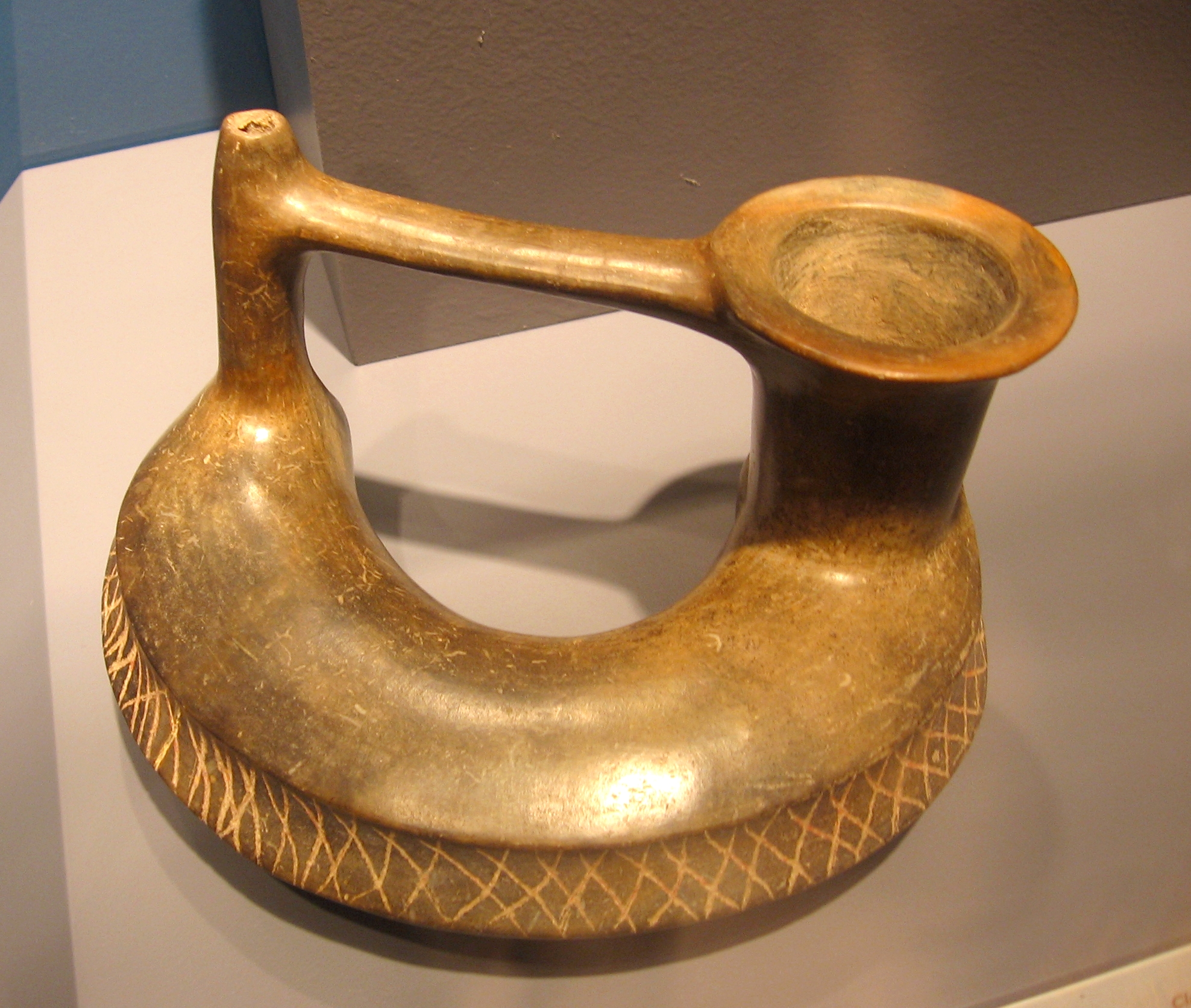
Эпиольмекский сосуд из Трес-Сапотес.

Трес-Сапотес, исп. Tres Zapotes — археологический памятник в Мексике, расположенный в южно-центральной части низины Мексиканского залива в долине реки Папалоапан.

## Местонахождение
Археологический памятник находится близ современной деревни Трес-Сапотес к западу от Сантьяго-Туштла в штате Веракрус на западной оконечности горного массива Лос-Туштлас на берегу небольшой речки Рио-Уэйяпан. Это место находилось между горным массивом Лос-Туштлас и дельтой реки Папалоапан. Примерно в 10 км к востоку находится потухший вулкан Серро-Эль-Вихиа (Cerro el Vigía), важный источник таких строительных материалов, как базальт, вулканический туф, песчаник и глина. Близлежащий небольшой археологический памятник в Ранчо-ла-Кобата (Rancho la Cobata), на северной оконечности Серро-Эль-Вихиа, вероятно, служил древней мастерской памятников, поскольку большинство базальтовых сооружений в Трес-Сапотес изготовлены из колоссальных, «сфероидных», гладких базальтовых булыжников, которые и сейчас можно найти у вершины бывшего вулкана. Диаметр некоторых валунов достигает 3 метров.

## История
2000-летняя история Трес-Сапотес как культурного центра не имеет прецедентов в Мезоамерике. Здесь процветали культуры ольмеков, эпиольмеков и классического периода. Иногда Трес-Сапотес рассматривается как третий по значению город ольмеков после Сан-Лоренсо-Теночтитлана и Ла-Венты, хотя ольмекский этап составляет лишь небольшую часть истории Трес-Сапотес, которая продолжалась при эпиольмеках и веракрусской культуре.

## Планировка
В Трес-Сапотес обнаружено свыше 160 курганов, платформ и подобных сооружений; большинство из них представляют собой низкие платформы для жилых строений. Четыре группы курганов в Трес-Сапотес по форме напоминают курганы в Серро-де-лас-Месас, где также имеется площадь, окружённая с запада пирамидальным или коническим курганом, а с севера — длинным курганом. Длинные курганы, скорее всего, служили фундаментом для административных зданий и/или жилищ высшей элиты. На меньших курганах располагались жилища менее влиятельных людей, а также храмы.

## Музей
В деревне Трес-Сапотес имеется археологический музей, где представлены некоторые находки. Дорога к музею весьма неудобна для туристов.